# Tipoca
La ciudad de Tipoca es una ciudad ficticia que aparece en El ataque de los clones, Episodio II de la saga cinematográfica de La guerra de las galaxias.
Tipoca era una pulcra ciudad sostenida sobre unos pilares que parecía flotar tranquilamente sobre las turbulentas aguas del planeta Kamino. Capital del planeta, allí residía el primer ministro Lama Su y se ubicaban los principales laboratorios de clones.
Obi-Wan Kenobi llegó a la Ciudad de Tipoca y se entrevistó con el Lama Su, descubriendo al ejército de soldados clon e inspeccionándolo, informando posteriormente de ello al Consejo Jedi.
Días después, el Maestro Yoda viajó a Tipoca a entrevistarse con el primer ministro y a reclamar el ejército, para poder llevarlo hasta Geonosis y vencer así las fuerzas de los separatistas.